# ライアン・ニューマン (女優)
ライアン・ホイットニー・ニューマン（英語: Ryan Whitney Newman、1998年4月24日 - ）は、アメリカ合衆国の子役であり、女優、モデル。

## 来歴
アメリカ合衆国の西海岸にあるカリフォルニア州ロサンゼルス郡のマンハッタンビーチで生まれた。姉にジェシカが一人いる。幼き日のニューマンは、ダンスと歌唱が好きな子であった。
3歳ころからオーディションをうけはじめた。やがて、ニューマンは、クラフトフーヅ社のコマーシャルのモデルに起用され本格的にデビューした。それは約2年あまりのながきに渡ってブランドの広告塔を務め続けた。
2006年、ニューマンは、アクションコメディ映画 『キャプテン・ズーム』に出演し、シンディ・コリンズ役を演じた。この時、空手を学んだ。『キャプテン・ズーム』で、ヤング・アーティスト・アワードにノミネートされた。
同年、3Dアニメーション映画『モンスター・ハウス』では、モーションキャプチャに挑戦した。
2007年、ニューマンは、マイリー・サイラスが出演する、テレビ・シリーズ『シークレット・アイドル ハンナ・モンタナ』において、若き日のマイリー・スチュワートを演じた。これによりまたヤング・アーティスト・アワードにノミネートされた。
2009年、ニューマンは、ディズニーXD製作のテレビ・シリーズ『ジーク・アンド・ルーサー』で、ジンジャー・ファルコン役を演じた。これにより2010年度のヤング・アーティスト・アワードの「Best Performance in a TV Series」にノミネートされた。
同部門には、他にディズニー･チャンネル製作の『シークレット・アイドル ハンナ・モンタナ』でノミネートされたマイリー・サイラス、ニコロデオン製作の『iCarly』でノミネートされたミランダ・コスグローブなど、そうそうたる顔ぶれが同時にノミネートされていたが、ニューマンは、それらライバル達をおさえて、ヤング・アーティスト・アワードの「Best Performance in a TV Series」を受賞した。

## 主な出演作品

### 映画
| 公開年 | 邦題 原題                        | 役名               | 備考     |
| ------ | -------------------------------- | ------------------ | -------- |
| 2006   | モンスター・ハウス Monster House | Elizabeth "Eliza"  | 3Dアニメ |
| 2006   | キャプテン・ズーム Zoom          | シンディ・コリンズ |          |
| 2008   | Lower Learning                   | Carlotta           |          |

### ドラマ
| 公開年    | 邦題 原題                                              | 役名                           | 備考 |
| --------- | ------------------------------------------------------ | ------------------------------ | ---- |
| 2007      | シークレット・アイドル ハンナ・モンタナ Hannah Montana | 若き日のマイリー・スチュワート |      |
| 2010      | グッドラック・チャーリー Good Luck Charlie             | Kit                            |      |
| 2010      | ジーク アンド ルーサー Zeke and Luther                 | ジンジャー・ファルコン         |      |
| 2015-2017 | 超能力ファミリー サンダーマン The Thundermans          | アリソン                       |      |